# 平川市
平川市（日语：／ Hirakawa shi */?）是位於日本青森縣南部的城市。市名源自於由南往北流經境內，屬於岩木川支流的平川。平川市在通勤、醫療與教育等方面相當依賴西部的弘前市，當地居民則多集中在北部的平賀與尾上地區。

## 地理
平川市境內約70%的面積被山林覆蓋，這些山林多位於八甲田山火山群的山間地帶。西北部的平坦地區位於津輕平原上，東部為八甲田山的連峰，西部坐落著阿闍羅山、炭塚森、馬糞森等山岳，北部則是梵珠山。津刈川、遠部川、小落前川與不動川等平川的支流則流經南部的碇關地區。

### 氣候
平川市在氣候上屬於日本海側氣候，但受到地形影響，各個地區的氣齁差異相當大。平賀與碇關地區被指定為特別豪雪地帶，尾上地區則屬於豪雪地帶。

## 歷史
當地在鎌倉時代隸屬於平賀郡。江戶時代，弘前藩第4代藩主津輕信政將平賀郡改為平賀庄，並持續至明治維新時期。2006年1月1日，南津輕郡的舊尾上町、平賀町和碇關村合併成現今的平川市。

## 行政
- 第3任市長：長尾忠行（2014年2月5日 -）
  - 初代市長：外川三千雄（2006年2月5日 - 2010年2月4日、舊平賀町長 ）
  - 第2任市長：大川喜代治（2010年2月5日 - 2014年2月4日）
- 議會
  - 初代議長：大川喜代治（舊平賀町議會議長）
  - 初代副議長：工藤俊雄（舊尾上町議會副議長）
- 廳舍：TEL（大代表）：0172-44-1111
  - 總廳舍：036-0104 平川市柏木町藤山25番地6（FAX:0172-44-8619）
  - 尾上綜合分所：036-0242 平川市猿賀南田15番地1（FAX:0172-43-5005）
  - 碇關綜合分所：038-0192 平川市碇關三笠山107番地3（FAX:0172-45-2354）
  - 葛川分所：036-0172 平川市葛川田之澤口5番地1（TEL:0172-55-2544 / FAX:0172-55-2655）
- 2014年7月16日：由於懷疑於平川市長選舉中賄選，15位平川市議會議員被拘補調查。

## 經濟
當地的基礎產業為農業、製造業與旅遊業。農業以生產稻米和蘋果為主，製造業以生產精密機械為主，旅遊業則以境內的觀光資源與溫泉而發展。

### 郵政
- 碇關郵政局（84021）
- 尾上郵政局（84022）
- 平賀郵政局（84047）
- 平賀新屋郵政局（84166）
- 平賀本町郵政局（84205）
- 葛川簡易郵政局（84712）
- 金屋簡易郵政局（84774）
- 唐竹簡易郵政局（84801）

### 商業設施
- AEON平賀店
  - MaxValu平賀店
  - HOMAC CORP.平賀店
  - Tsuruha平賀店
- 佐藤長平賀店
- 佐藤長尾上店
- 伊德平賀店

## 交通

### 鐵道
- 東日本旅客鐵道
  - 奧羽本線：津輕湯之澤站 - 碇關站
- 弘南鐵道
  - 弘南線：館田站 - 平賀站 - 柏農高校前站 - 津輕尾上站 - 尾上高校前站

### 巴士

#### 路線巴士
- 弘南巴士
  - 弘前～碇關線（弘前⇔石川⇔大鰐⇔碇關）
  - 弘前～尾上線（弘前⇔日沼⇔尾上）
  - 黑石～尾上線（黑石⇔高賀野⇔尾上）
  - 黑石～大鰐線（黑石⇔尾上⇔平賀⇔大鰐）
  - 黑石～温川線（黑石⇔花卷⇔板留⇔小國⇔溫川）
  - 弘前～薬師堂北口線（弘前⇔大坊⇔藥師堂北口）
- 平川市循環巴士
  - 新屋、尾崎線
  - 唐竹、廣船線
  - 杉館、松崎線
  - 岩館、大坊線
  - 新屋、尾崎地區直通巴士（冬天運行）

#### 高速巴士
- 翌檜（あすなろ）號（青森⇔碇關（碇關IC前）⇔盛岡）

### 道路
- 高速公路
  - 東北自動車道碇關高速公路出入口
- 一般國道
  - 國道7號
  - 國道102號
  - 國道282號
  - 國道454號
- 主要地方道
  - 青森縣道13號大鰐浪岡線
  - 青森縣道41號弘前環狀線
- 一般縣道
  - 青森縣道104號館田停車場線
  - 青森縣道105號平賀停車場本町線
  - 青森縣道106號尾上停車場線
  - 青森縣道109號弘前平賀線
  - 青森縣道116號金屋尾上線
  - 青森縣道117號尾上日沼線
  - 青森縣道135號吹上金屋黑石線
  - 青森縣道144號平賀門線
  - 青森縣道202號碇關大鰐停車場線
  - 青森縣道205號町居平賀停車場線
  - 青森縣道237號碇關停車場線
  - 青森縣道268號弘前田舍館黑石線
  - 青森縣道282號小國本町線

## 觀光

### 景點、遺跡
- 舊尾上町
  - 盛美園（猿賀石林）（回遊式日本庭園） - 盛美館
  - 清藤氏書院庭園（猿賀石林）名勝  （页面存档备份，存于）
  - 猿賀神社（猿賀石林）本殿（縣重要寶物） （页面存档备份，存于）
  - 八幡崎遺跡（八幡崎字宮本）縣歷史遺跡  （页面存档备份，存于）、繩文時代晩期。
- 舊平賀町
  - 平賀溫泉鄉
  - 鄉土資料館（文化センター内、光城）
- 舊碇關村
  - 碇關關口：將以前弘前藩設立的關口重新再現。
  - 碇關溫泉鄉
    - 秋元溫泉
    - 相乘溫泉

### 祭典、特別活動
- 舊碇關村
  - 關所祭

## 地域

### 教育

#### 高校
- 青森縣立尾上綜合高校
- 青森縣立柏木農業高校

#### 中學
- 平川市立尾上中學
- 平川市立平賀西中學
- 平川市立平賀東中學（2011年與小國中學合併）
- 平川市立葛川中學
- 平川市立碇關中學

#### 小學
- 平川市立金田小學
- 平川市立猿賀小學
- 平川市立柏木小學
- 平川市立大坊小學
- 平川市立小和森小學
- 平川市立松崎小學
- 平川市立竹館小學（2011年與小國小學合併）
- 平川市立葛川小學
- 平川市立平賀東小學（2012年與廣船小學合併）
- 平川市立碇關小學

## 姐妹城市、提攜都市

### 國內

#### 舊尾上町
- 日本 亙理町（宮城縣）
  - 1989年（平成元年）10月親善友好都市提攜

#### 舊平賀町
- 日本山田町（岩手縣）
  - 1990年（平成2年）8月2日友好親善都市締結
- 日本南九州市（舊知覧町）（鹿兒島縣）
  - 2000年（平成12年）1月1日友好親善交流盟約

### 國外
- 中華民國台中市　2016年12月14日

## 本地出身的名人
- 北海大太郎（前相撲手，前頭）
- 陸奧綿秀二郎（前相撲手，十兩）
- 朝綿利則（前相撲手，十兩）
- 岸千惠子（民謠歌手）
- 今井理桂
- 葛西四雄（日展畫家）
- 櫻田誠一（作曲家）
- Ichiro（音樂家、結他手）
- 山田Switch（專欄作家）

## 外部連結
- 平川市 （页面存档备份，存于）（日語）